# Гидроксид серебра
Гидроксид серебра — неорганическое соединение,
гидроксид серебра с формулой AgOH,
белый аморфный осадок,
разлагается в воде. Вещество неустойчиво и при его получении в водной среде при помощи реакций обмена разлагается водой до оксида серебра(I). Однако в безводном метаноле или этаноле гидроксид серебра устойчив.
Иногда под гидроксидом серебра имеют в виду смесь оксида с водой: ½Ag2O+½H2O.

## Получение
- Реакция в безводном этаноле нитрата серебра(I) и гидроксида калия:

{\displaystyle {\mathsf {AgNO_{3}+KOH\ {\xrightarrow {-50^{o}C}}\ AgOH\!\downarrow +KNO_{3}}}}
- Осторожное добавление раствора аммиака к раствору соли серебра(I):

{\displaystyle {\mathsf {AgNO_{3}+NH_{3}\cdot H_{2}O\ {\xrightarrow {-50^{o}C}}\ AgOH\!\downarrow +NH_{4}NO_{3}}}}

## Химические свойства
- Разлагается в воде[2]:

{\displaystyle {\mathsf {2AgOH\rightarrow Ag_{2}O\!\downarrow +H_{2}O}}}
- реагирует с кислотными оксидами, например, поглощает углекислый газ:

{\displaystyle {\mathsf {2AgOH+CO_{2}\rightarrow Ag_{2}CO_{3}\!\downarrow +H_{2}O}}}
- реагирует с концентрированным раствором аммиака, образуя аммиачный комплекс:

{\displaystyle {\mathsf {AgOH+2(NH_{3}\cdot H_{2}O)\rightarrow [Ag(NH_{3})_{2}]OH+2H_{2}O}}}
- реагирует с оксидами щелочных металлов с образованием аргенатов Ag2O•3Na2O и Ag2O•2Na2O